# Schübelbach

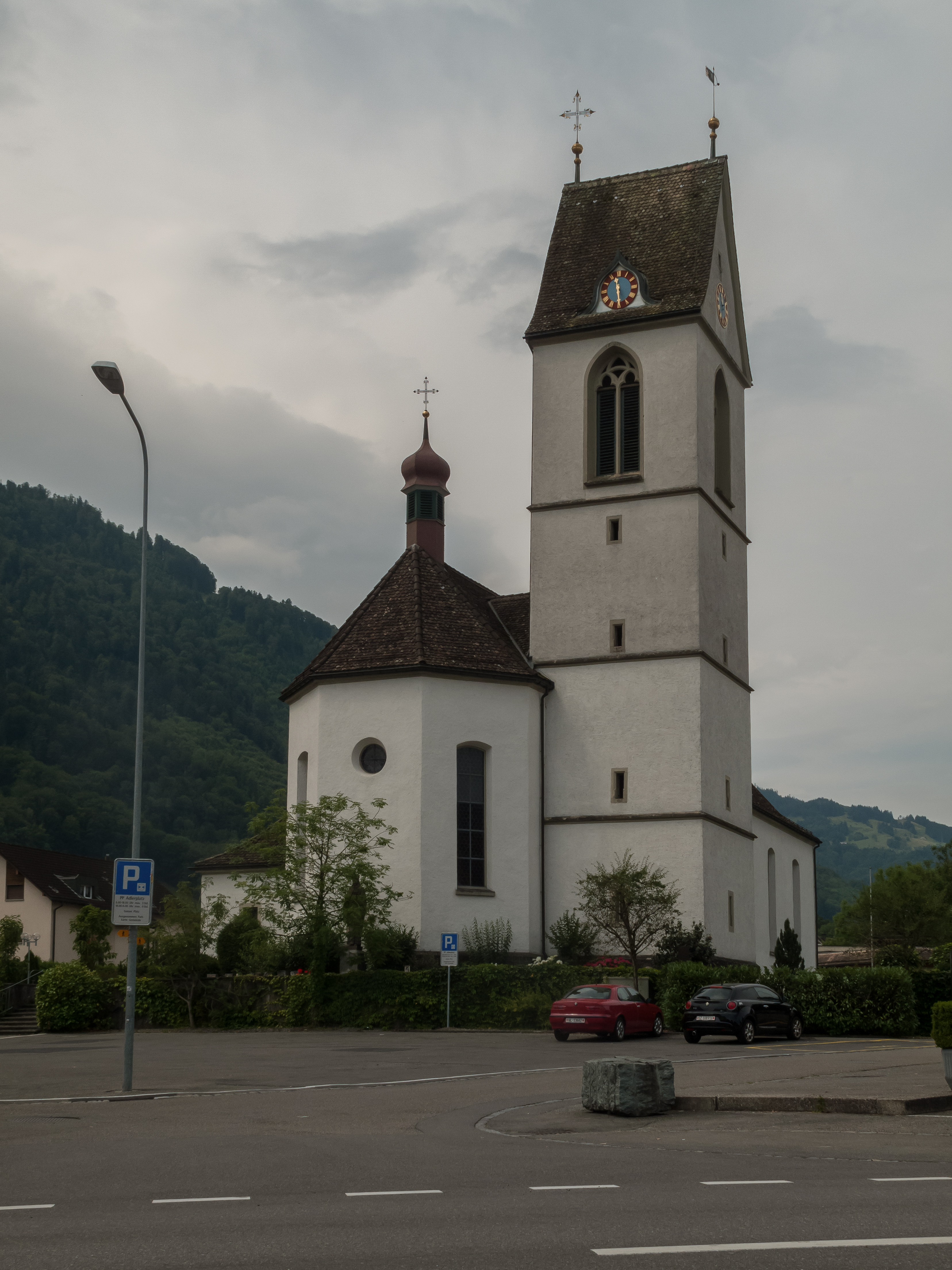
Schübelbach, kerk: Sankt Konrad Kirche

Schübelbach is een gemeente en plaats in het Zwitserse kanton Schwyz, en maakt deel uit van het district March.
Schübelbach telt 8.761 inwoners.

## Plaatsen in de gemeente
- Schübelbach
- Buttikon
- Siebnen (deel)